# PRISMIC
『PRISMIC』（プリズミック）は、YUKIによる1枚目のアルバム。2002年3月27日発売。発売元はエピックレコードジャパン。

## 解説
JUDY AND MARY・Mean Machineを経たソロファーストアルバム。シングル「the end of shite」でのソロデビューから2ヶ月足らずでリリースされた。
日暮愛葉（シーガル・スクリーミング・キス・ハー・キス・ハー）が作曲した1stシングル「the end of shite」、アンディ・ストラマー（元ジェリーフィッシュ）作曲の2ndシングル「プリズム」を収録する。また作家陣や演奏には大野由美子（バッファロー・ドーター）、ラッセル・シミンズ（ジョン・スペンサー・ブルース・エクスプロージョン）、スピッツ、ズボンズ、ミト（クラムボン）など豪華ゲストが多数参加している。さらにキャロル・キングの未発表曲をカバーした「サヨナラダンス」も収録している。
上記のゲスト参加も含め、バンド時代にできなかった音楽を自分のスタイルで好きなミュージシャンと形にしたかったというが、レコーディングのノウハウもバンドのやり方とは異なり、ソロ作品の制作は想像以上に現場で戸惑いがあったといい、試行錯誤がよく表れたアルバムになったと後に本人が語っている。

## 収録曲
| #         | タイトル             | 作詞       | 作曲                     | 編曲                  | 時間  |
| --------- | -------------------- | ---------- | ------------------------ | --------------------- | ----- |
| 1.        | 「眠り姫」           | YUKI       | YUKI                     | YUKI / 日暮愛葉       | 4:02  |
| 2.        | 「the end of shite」 | 日暮愛葉   | 日暮愛葉                 | 日暮愛葉              | 2:41  |
| 3.        | 「66db」             | YUKI       | YUKI                     | YUKI / 湯浅篤         | 6:05  |
| 4.        | 「サヨナラダンス」   | YUKI       | Carole King / Toni Stern | YUKI / 會田茂一       | 3:45  |
| 5.        | 「惑星に乗れ」       | YUKI       | 太田朝子                 | ミト                  | 5:16  |
| 6.        | 「Rainbow st.」      | YUKI / DON | YUKI / DON               | YUKI / DON            | 4:26  |
| 7.        | 「I U Mee Him」      | 日暮愛葉   | 日暮愛葉                 | 日暮愛葉              | 2:53  |
| 8.        | 「忘れる唄」         | YUKI       | YUKI                     | YUKI / Russell Simins | 5:39  |
| 9.        | 「愛に生きて」       | YUKI       | YUKI                     | YUKI                  | 4:31  |
| 10.       | 「プリズム」         | YUKI       | Andy Sturmer             | Andy Sturmer          | 3:54  |
| 11.       | 「ふるえて眠れ」     | YUKI       | YUKI                     | 亀田誠治              | 3:45  |
| 12.       | 「呪い」             | YUKI       | YUKI                     | 會田茂一              | 7:03  |
| 合計時間: | 合計時間:            | 合計時間:  | 合計時間:                | 合計時間:             | 54:00 |

### 楽曲解説
1. 眠り姫
2. the end of shite
  - 1stシングル。
3. 66db
  - 後に3rdシングルとしてリカット。
4. サヨナラダンス
5. 惑星に乗れ
  - 読み方は「ほしにのれ」[要出典]。
6. Rainbow st.
  - 2012年にリリースされたベストアルバム『POWERS OF TEN』に別バージョンが収録された。
7. I U Mee Him
8. 忘れる唄
9. 愛に生きて
  - スピッツが演奏を担当。
10. プリズム
  - 2ndシングル。
11. ふるえて眠れ
12. 呪い

## 参加ミュージシャン
- YUKI
  - Vocal
  - Chorus (#1.2.3.4.6-12)
  - Steel Pan (#3)
  - Piano (#3.8.9)
  - Rap (#6)
  - Tambourine (#8)
  - Harmonica, Percussion (#9)
  - Glockenspiel (#12)
- 日暮愛葉
  - Guitar (#1.2.7)
  - Chorus (#1.7)
- ミト (クラムボン)
  - Bass (#1.2.5)
  - Programming (#5)
- 荒川康伸：Drums (#1.2.7)
- 湯浅篤：Guitar, Programming (#3)
- 茂木欣一：Drums, Chorus (#3)
- 斎藤ネコ：1st Violin (#3)
- グレート栄田：2nd Violin (#3)
- 山田雄司：Viola (#3)
- 藤森亮一：Cello (#3)
- 會田茂一
  - Guitar (#4.12)
  - Keyboards, Chorus (#4)
- 高桑圭：Bass, Chorus (#4.12)
- 白根賢一
  - Drums (#4.12)
  - Chorus (#4)
  - Piano, Keyboards (#12)
- 佐藤研二：Cello (#4.10)
- 高野寛：Guitars, Spasy Harp (#5)
- ASA-CHANG：Drums, Percussion (#5)
- 皆川真人：Piano, Synthesizer (#5)
- ドン・マツオ (ズボンズ)：Guitar, Rap (#6)
- マッタイラ (ズボンズ)：Electric Piano, DX-21, Rap (#6)
- ムーストップ (ズボンズ)：Bass (#6)
- ピロ (ズボンズ)：Percussions (#6)
- 松下敦 (ズボンズ、ZAZEN BOYS)：Drums (#6)
- Jimmeah Z：Synthesizer (#6)
- 大野由美子 (Buffalo Daughter)：Bass, Keyboards (#7)
- 桑原幹子：Violin (#7)
- 大西ツル：Guitar (#8)
- 本田ゆか、Jamey Staub：Keyboards (#8)
- リック・リー：Bass, Guitar, Sounds (#8)
- RUSSELL SIMINS (THE JON SPENCERS BLUES EXPLOSION)：Guitar, Drums (#8)
- Amanda：Chorus (#8)
- 草野マサムネ (スピッツ)：Guitar, Harmonica (#9)
- 三輪テツヤ (スピッツ)：Guitar (#9)
- 田村明浩 (スピッツ)：Bass (#9)
- 﨑山龍男 (スピッツ)：Drums (#9)
- John Fields：Guitar, Bass, Chorus (#10)
- アンディ・スターマー：Drums, Piano, Chorus (#10)
- 西川進：Guitars (#11)
- 亀田誠治：Bass (#11)
- 河村智康：Drums (#11)
- 中山信彦：Programming (#11)